# 徹里谷 (阿肯色州)
徹里谷（英語：Cherry Valley）是一個位於美國阿肯色州克羅斯縣的城市。

## 地理
徹里谷的座標為35°24′13″N 90°45′10″W / 35.40361°N 90.75278°W，而該地的平均海拔高度為86米（即282英尺）。

## 人口
根據2020年美國人口普查的數據，徹里谷的面積為1.98平方千米，皆為陸地。當地共有人口651人，而人口密度為每平方千米290人。